# Geissorhiza
Geissorhiza är ett släkte av irisväxter. Geissorhiza ingår i familjen irisväxter.

## Bildgalleri

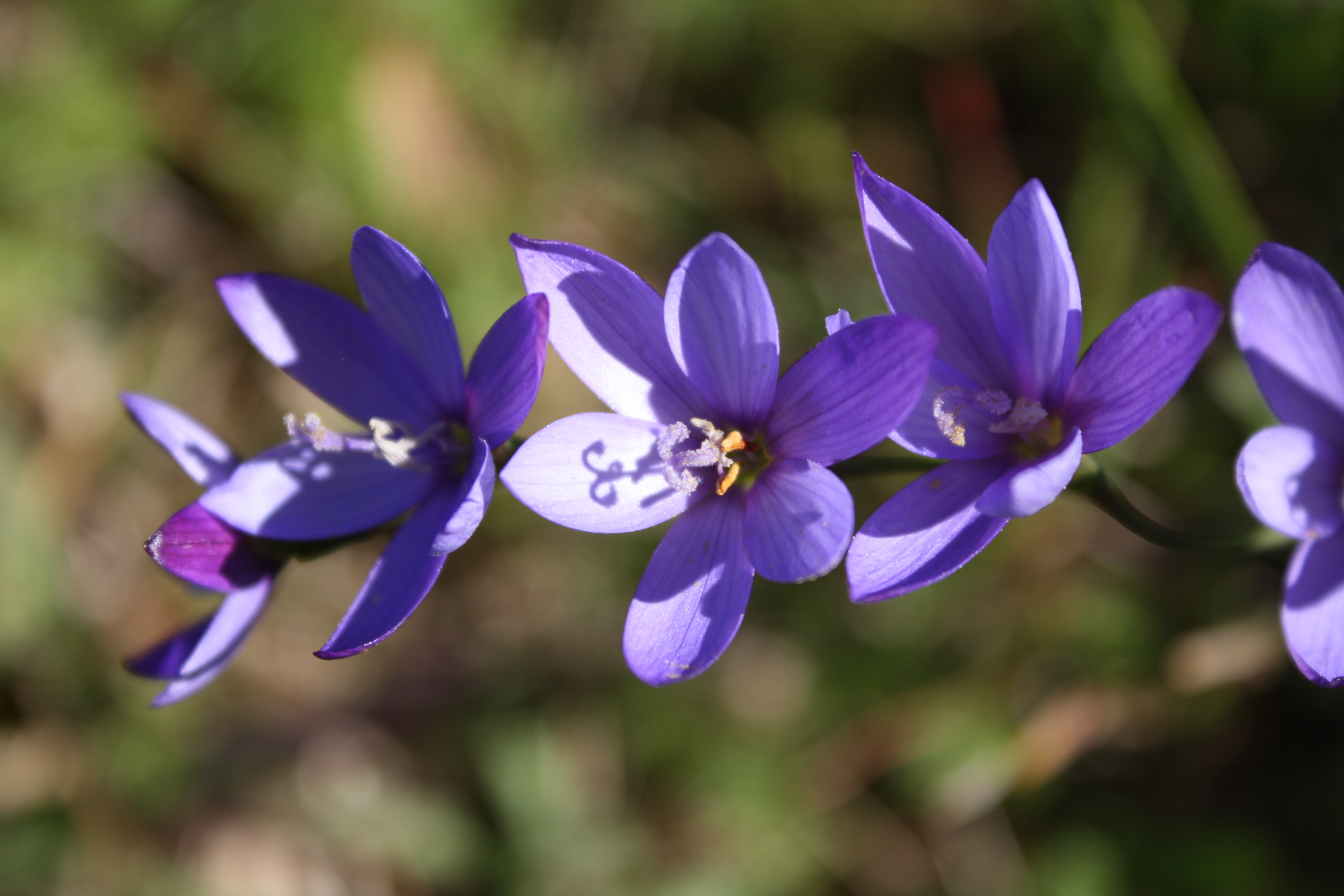
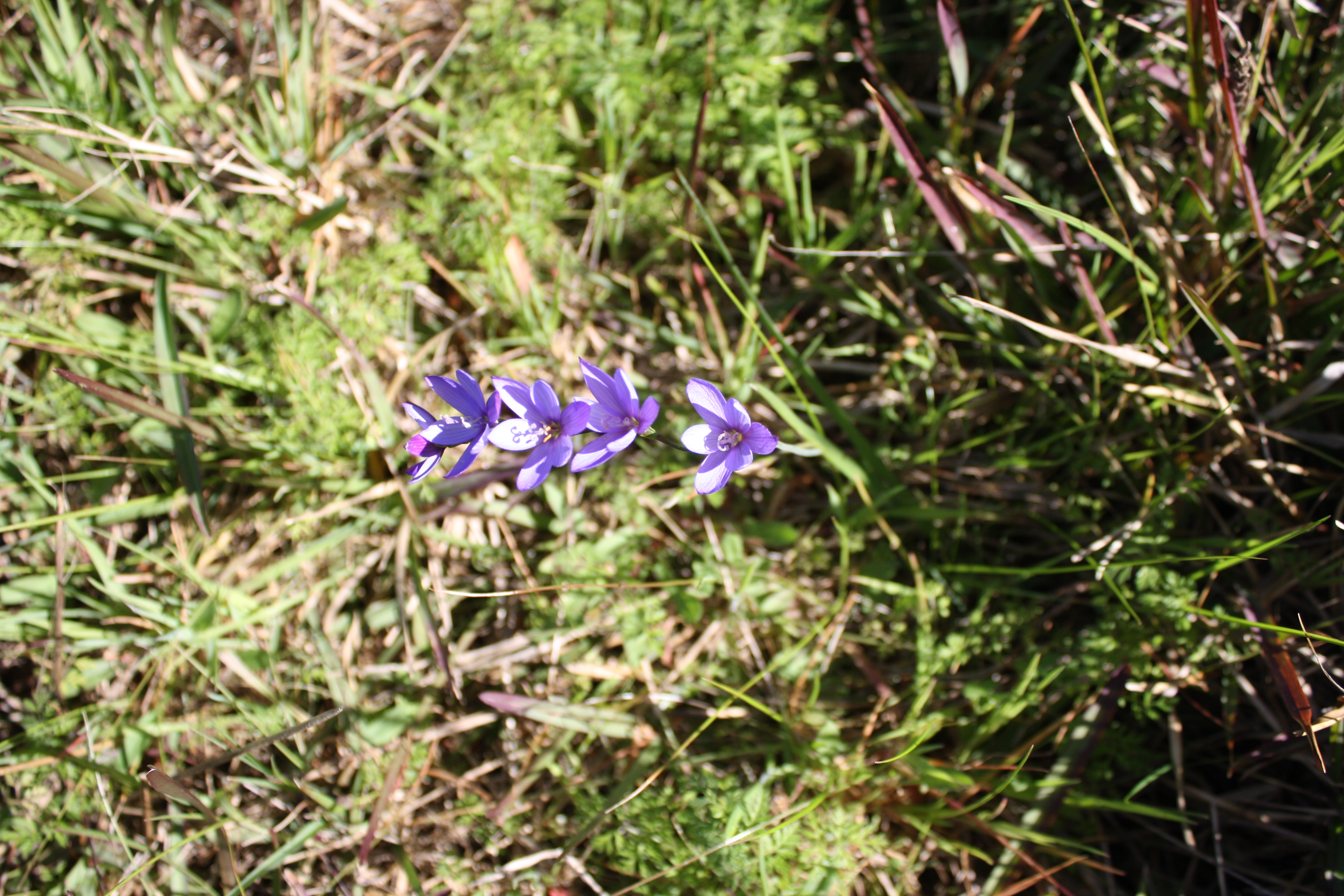
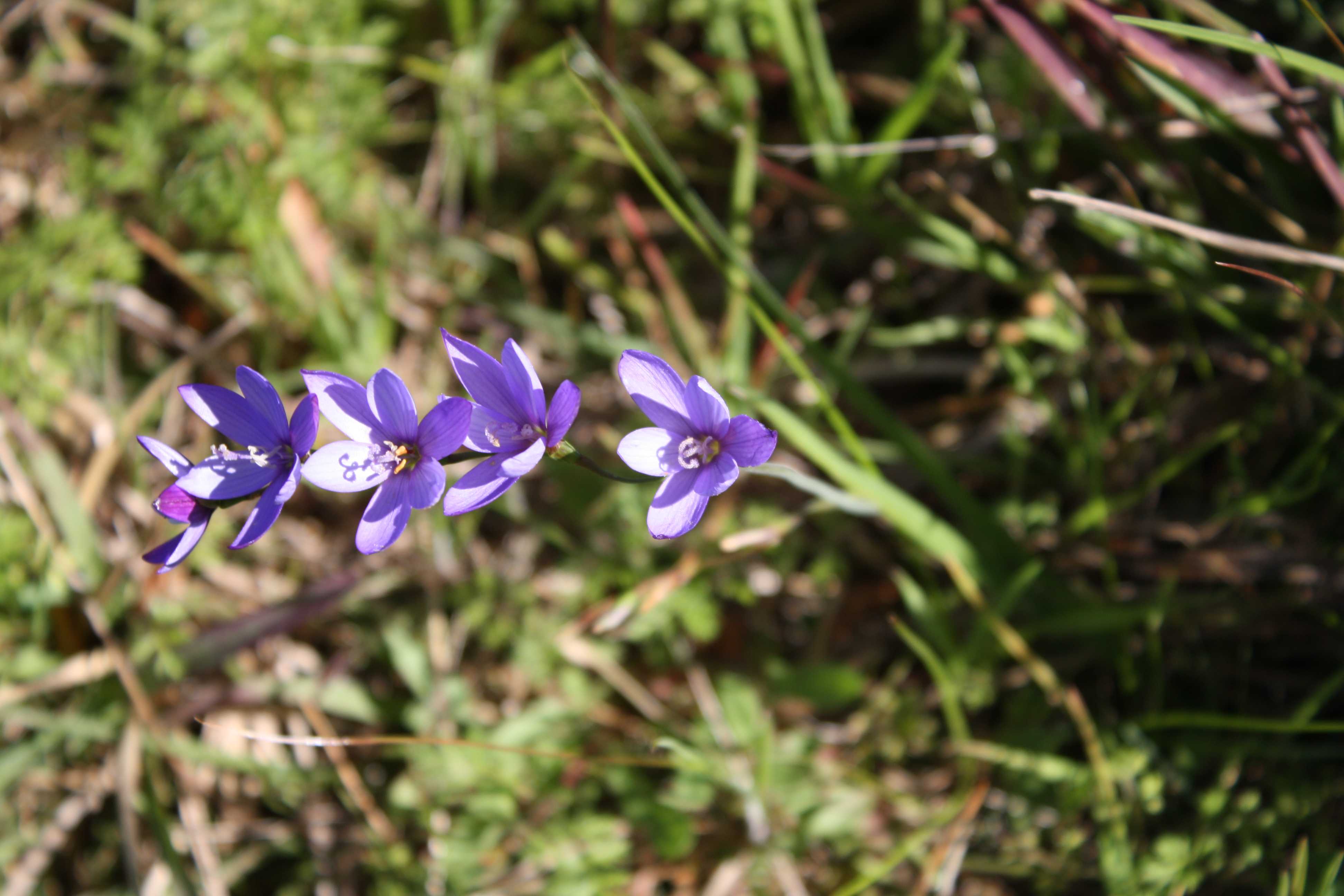
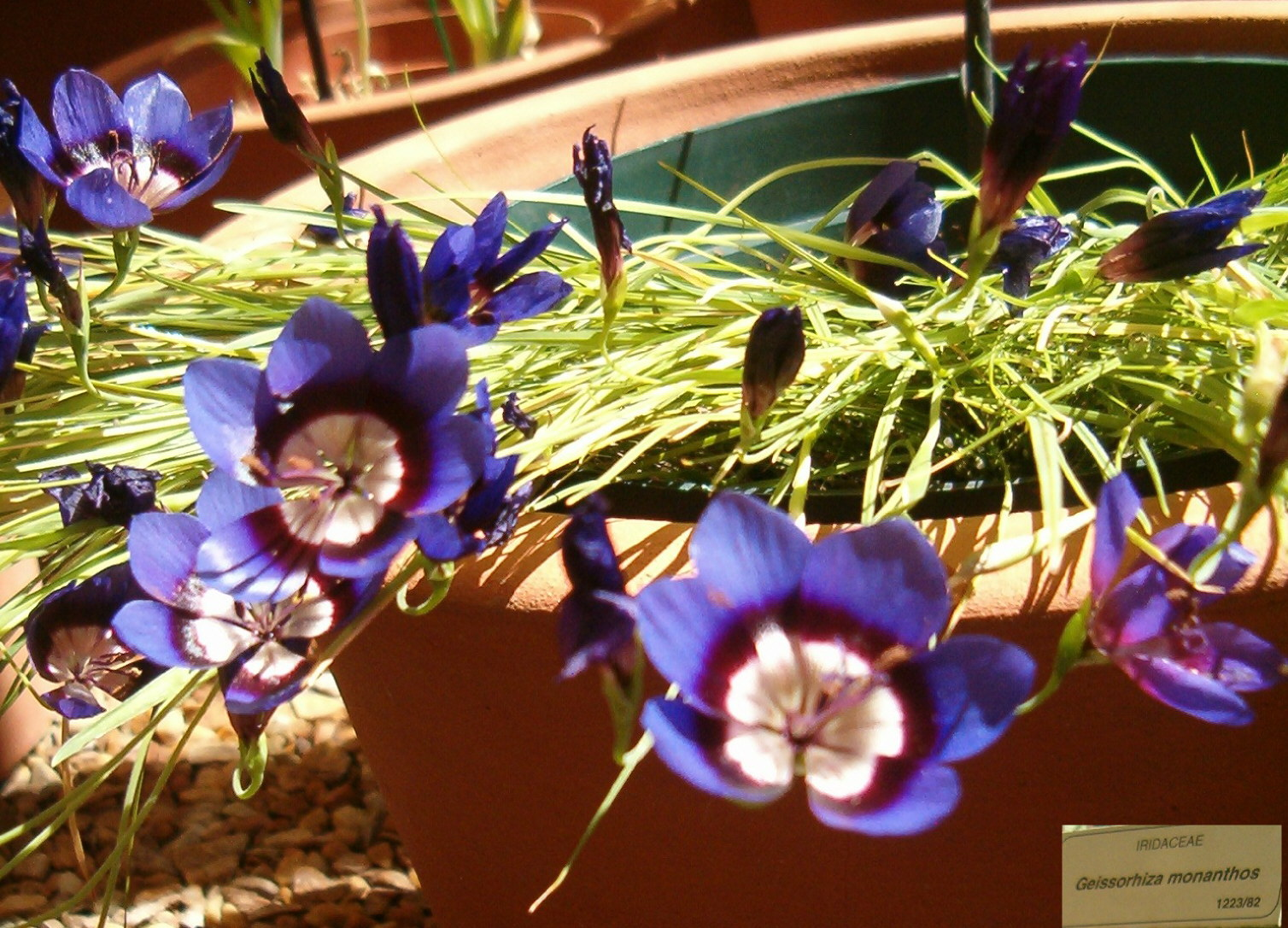
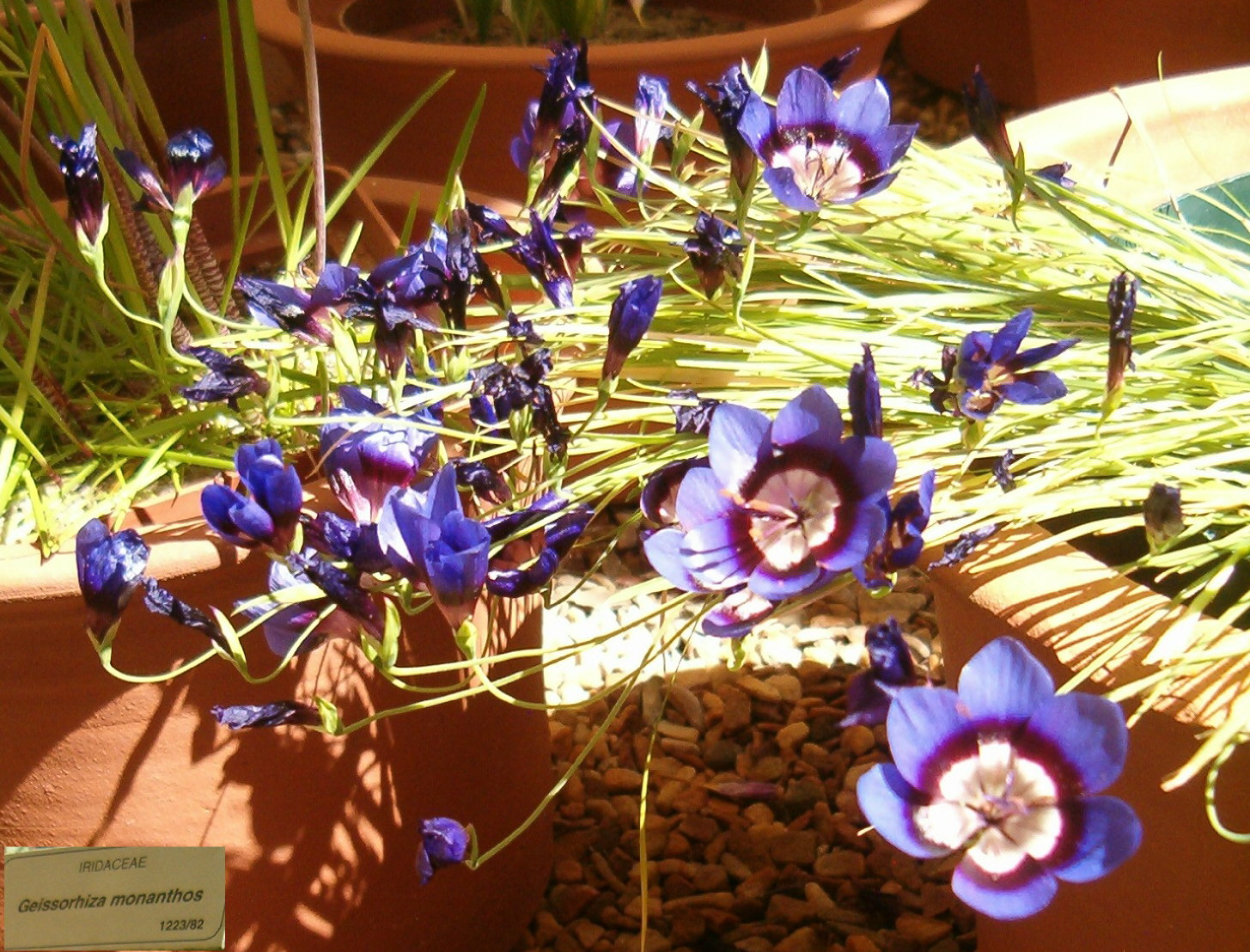
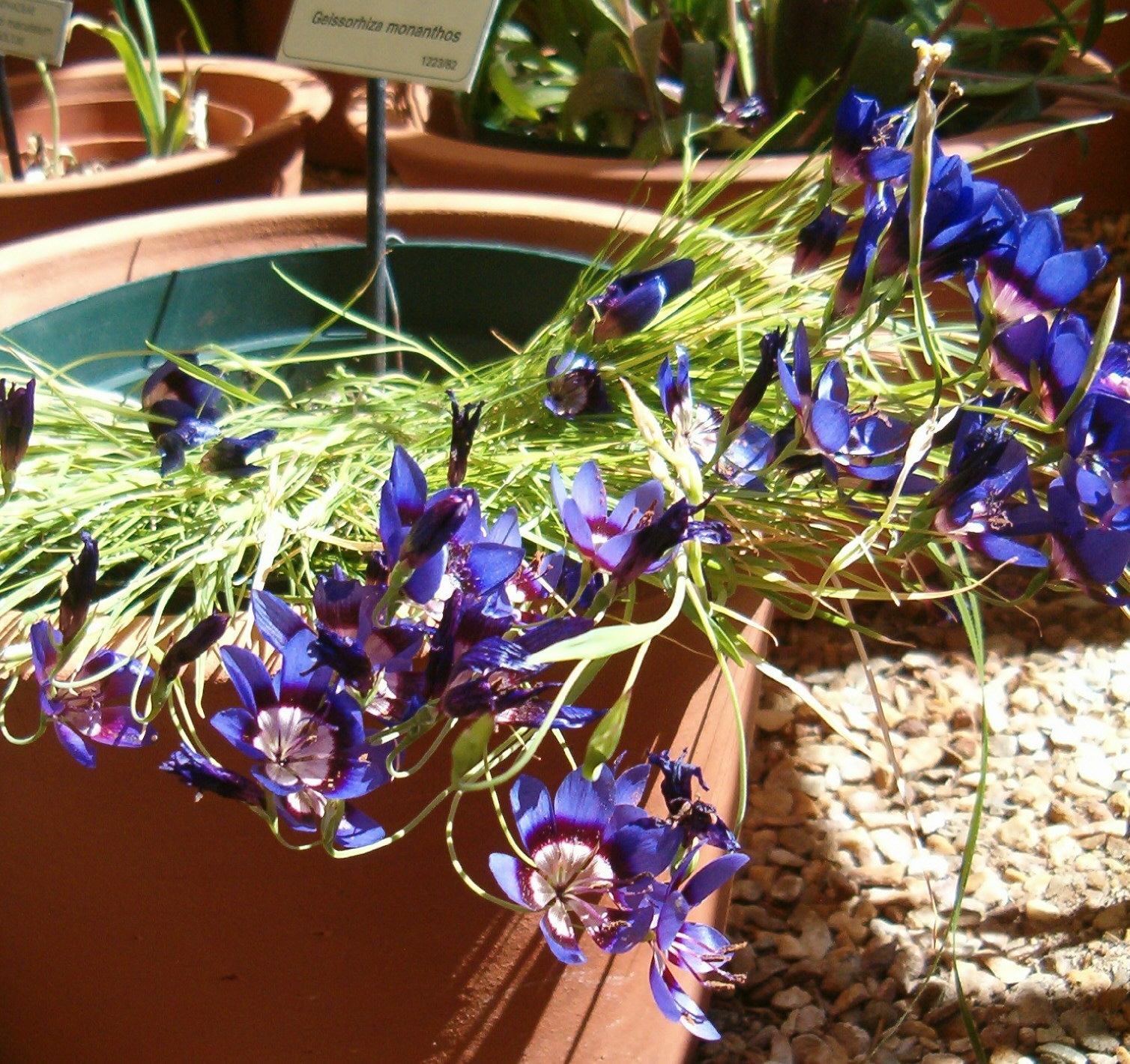

## Dottertaxa tillGeissorhiza, i alfabetisk ordning[1]
- Geissorhiza alticola
- Geissorhiza altimontana
- Geissorhiza arenicola
- Geissorhiza aspera
- Geissorhiza barkerae
- Geissorhiza bolusii
- Geissorhiza bonae-spei
- Geissorhiza bracteata
- Geissorhiza brehmii
- Geissorhiza brevituba
- Geissorhiza bryicola
- Geissorhiza burchellii
- Geissorhiza callista
- Geissorhiza cantharophila
- Geissorhiza cataractarum
- Geissorhiza cedarmontana
- Geissorhiza ciliatula
- Geissorhiza confusa
- Geissorhiza corrugata
- Geissorhiza darlingensis
- Geissorhiza delicatula
- Geissorhiza demissa
- Geissorhiza divaricata
- Geissorhiza elsiae
- Geissorhiza erubescens
- Geissorhiza esterhuyseniae
- Geissorhiza eurystigma
- Geissorhiza exilis
- Geissorhiza exscapa
- Geissorhiza foliosa
- Geissorhiza fourcadei
- Geissorhiza furva
- Geissorhiza geminata
- Geissorhiza grandiflora
- Geissorhiza helmei
- Geissorhiza hesperanthoides
- Geissorhiza hispidula
- Geissorhiza humilis
- Geissorhiza imbricata
- Geissorhiza inaequalis
- Geissorhiza inconspicua
- Geissorhiza inflexa
- Geissorhiza intermedia
- Geissorhiza juncea
- Geissorhiza kamiesmontana
- Geissorhiza karooica
- Geissorhiza lapidosa
- Geissorhiza leipoldtii
- Geissorhiza lithicola
- Geissorhiza longifolia
- Geissorhiza louisabolusiae
- Geissorhiza malmesburiensis
- Geissorhiza mathewsii
- Geissorhiza minuta
- Geissorhiza monanthos
- Geissorhiza monticola
- Geissorhiza namaquensis
- Geissorhiza nana
- Geissorhiza nigromontana
- Geissorhiza nubigena
- Geissorhiza ornithogaloides
- Geissorhiza outeniquensis
- Geissorhiza ovalifolia
- Geissorhiza ovata
- Geissorhiza pappei
- Geissorhiza parva
- Geissorhiza platystigma
- Geissorhiza pseudinaequalis
- Geissorhiza purpurascens
- Geissorhiza purpureolutea
- Geissorhiza pusilla
- Geissorhiza radians
- Geissorhiza ramosa
- Geissorhiza reclinata
- Geissorhiza rosea
- Geissorhiza roseoalba
- Geissorhiza rupicola
- Geissorhiza saxicola
- Geissorhiza schinzii
- Geissorhiza scillaris
- Geissorhiza scopulosa
- Geissorhiza setacea
- Geissorhiza silenoides
- Geissorhiza similis
- Geissorhiza spiralis
- Geissorhiza splendidissima
- Geissorhiza stenosiphon
- Geissorhiza subrigida
- Geissorhiza sufflava
- Geissorhiza sulphurascens
- Geissorhiza tabularis
- Geissorhiza tenella
- Geissorhiza tricolor
- Geissorhiza tulbaghensis
- Geissorhiza uliginosa
- Geissorhiza umbrosa
- Geissorhiza unifolia